# Kung Fu Hustle
Kung Fu Hustle (Br: Kung-Fusão; Pt: Kung-Fu-Zão) é um filme chinês, escrito, dirigido e protagonizado por Stephen Chow.

## Sinopse
Em Xangai, no ano de 1940 vários grupos disputam o poder, e o mais temido de todos é a Gangue do Machado, liderada pelo Irmão Sum infame e apropriadamente chamado após a sua escolha de arma. Na ausência de aplicação da lei, as pessoas podem viver pacificamente apenas em áreas pobres que não apelam para as gangues. Um exemplo é o Chiqueiro de Porcos, uma vila de camponeses lutadores, dirigida por um proprietário lascivo e sua esposa dominadora. Um dia, dois encrenqueiros, Sing e Bone, se passando por membros da Gangue do Machado tentam cometer um crime no Chiqueiro de Porcos, mas acaba fazendo papel de bobo ao querer lutar com alguém. Eles decidem chamar o chefe da gangue, mas acabam deixando ele furioso mandando seus bandidos darem um jeito nos camponeses isso até aparecer três hábeis lutadores Coolie (de artes marciais), Alfaiate (com seus braceletes de ferro) e Donut (com seus bastões).
Após a luta, Sing e Bone são apreendidos pelo Irmão Sum para serem castigados pela gangue. Porém os dois escapam da morte quando Sing rapidamente abre os cadeados das algemas dele e Bone bem na hora em que receberiam machadadas. Impressionado com sua habilidade Sum promete fazer Sing membro da gangue se ele matasse alguém. No dia seguinte, a dupla retorna ao Chiqueiro de Porcos e tentam assassinar a Senhoria, mas acabam cômicamente falhando deixando Sing muito ferido. A Senhoria o vê e sai correndo atrás dele em alta velocidade, mas acaba se esbarrando com um outdoor.
Após seu fracasso Sing e Bone andam pelas ruas como o e Sing relembra sua infância quando gastou suas economias de vida para comprar um manual da técnica Palma Budista de um mendigo, com a intenção de "preservar a paz mundial" e treinou para ser um artista marcial. Mas quando ele tentou defender uma garota muda de valentões tentando roubar seu pirulito, ele foi espancado, humilhado e chegou à conclusão de que ser um vilão é melhor do que ser um herói. Depois de contar sua história, Sing depois rouba um sorvete de uma vendedora de rua. Enquanto isso, Sum contrata os Harpistas, um par de assassinos qualificados que usam uma harpa capaz de atirar espadas invisíveis para matar os três lutadores do Chiqueiro de Porcos. Eles conseguem, mas são derrotados pela Senhoria e o Senhorio, que são realmente mestres de artes-marciais fazendo Sum e sua gangue recuarem.
No dia seguinte, frustrado com a falta de progressos, Sing tenta matar a mulher do sorvete que ele havia roubado e descobre que ela é a garota muda do pirulito que havia conhecido em sua infância. Sing a rejeita e vai embora, e em seguida separa de Bone sendo depois contratado para entrar na gangue. Sum o ordena para entrar em um asilo para libertar o Fera, conhecido como o maior assassino do mundo. Sing libera Fera e o leva para o escritório de Sum deixando todos impressionados com suas habilidades. Logo em seguida ele se encontra com a Senhoria e o Senhorio trava uma luta com eles. No final Sing é agredido por Fera, Sum é morto por ele enquanto que a Senhoria e o Senhorio fogem junto de Sing.
Ao voltarem pro Chiqueiro de Porcos, Sing é enfaixado e curado e logo em seguida passa por uma metamorfose bem no momento em que Fera e seus homens chegam ao vilarejo. Sing derrota todos os homens da gangue com facilidade e logo em seguida começa a batalhar contra Fera. Fera usa sua técnica Sapo e envia Sing direto pro céu vendo a imagem do Buda nas nuvens. Ele cai de volta à Terra com a palma da mão aberta seguindo os pasos da Palma Budista, e proporciona um golpe que derruba Fera e deixa uma enorme cratera em forma de mão no chão. Depois de ser derrotado Fera o vê como um mestre em artes marciais. Depois de algum tempo Sing e Bone abrem uma loja de pirulitos, até Sing se encontrar com a mulher muda do sorvete novamente e depois se casar com ela. Depois disso o mesmo mendigo que havia vendido o manual da Palma Budista pra Sing aparece e tenta vender pra um menino e o surpreende mostrando outros manuais de técnicas aindas não vistos.

## Recepção
O filme foi um grande sucesso, principalmente na Ásia, tornando-se um dos filmes feitos em Hong Kong de maior bilheteria, chegando a arrecadar mais de 100 milhões USD, apesar do orçamento ter sido de apenas 20 milhões USD.
Muito bem recebido também pela crítica, o filme tem avaliação de 90% no Rotten Tomatoes e foi elogiado por fazer uma boa mesclagem de humor e artes marciais, assim como os efeitos cartunescos que complementam a sua produção.
Kung Fusão e seu filme antecessor, Kung-Fu Futebol Clube, são considerados filmes que ajudaram a reviver e introduzir o gênero de artes marciais no cinema do século 21, fazendo homenagem aos filmes clássicos que eram sucesso nos anos 70.
Em 2019, 15 anos após o lançamento de Kung Fusão, sua continuação foi anunciada por Stephen Chow. Chow continuará na direção, mas não protagonizará o filme, fazendo apenas uma participação especial. Ainda não há uma previsão da data de estréia.

## Prêmios
- Silver Scream Award 2005 (Amsterdam Fantastic Film Festival) - Stephen Chow
- BSFC Award 2005 (Boston Society of Film Critics Awards) - Melhor filme de língua estrangeira
- Critics Choice Award 2006 (Broadcast Film Critics Association Awards) - Melhor filme de língua estrangeira
- FFCC Award 2005 (Florida Film Critics Circle Awards) - Melhor filme estrangeiro